# Lijst van Stolpersteine in Someren

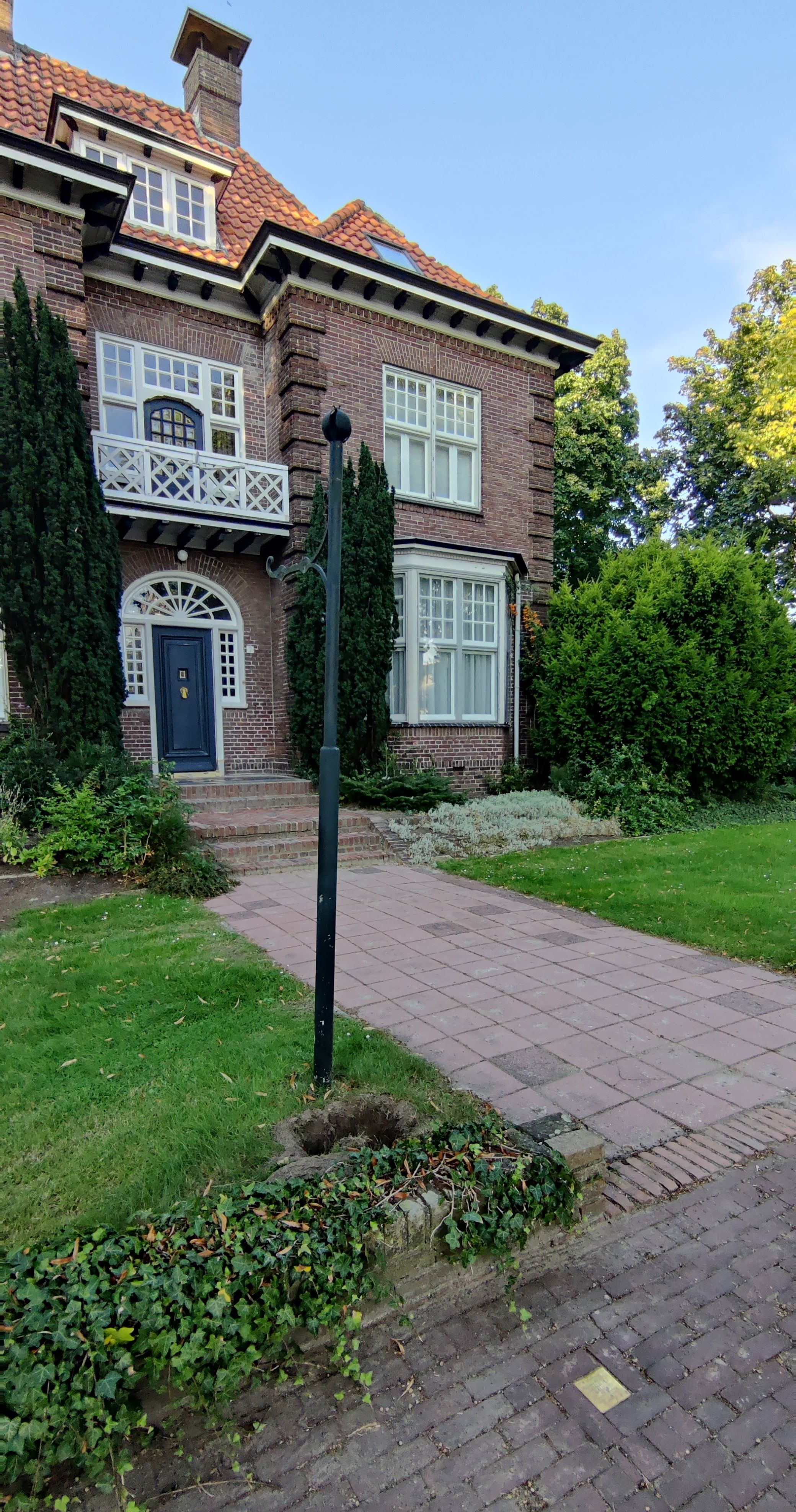
Stolperstein in Someren voor Piet Smulders

De lijst van Stolpersteine in Someren geeft een overzicht van de gedenkstenen die in de gemeente Someren in de Nederlandse provincie Noord-Brabant zijn geplaatst in het kader van het Stolpersteine-project van de Duitse beeldhouwer-kunstenaar Gunter Demnig.
Stolpersteine zijn opgedragen aan slachtoffers van het nationaalsocialisme, al diegenen die zijn vervolgd, gedeporteerd, vermoord, gedwongen te emigreren of tot zelfmoord gedreven door het nazi-regime. Demnig legt voor elk slachtoffer een aparte steen, meestal voor de laatste zelfgekozen woning.
Omdat het Stolpersteine-project doorloopt, kan deze lijst onvolledig zijn.

## Stolpersteine
In Someren ligt een Stolperstein.

### Someren
| Afbeelding | Inscriptie | Adres                           | Herdachte persoon         |
| ---------- | --- | ------------------------------- | ------------------------- |
|            | HIER WOONDE PETRUS JOHANNES CORNELIS 'PIET' SMULDERS GEB. 1895 VERMOORD 15-8-1944 'ACTION SILBERTANNE' SOMEREN | Speelheuvelstraat 2 Kaart (OSM) | Piet Smulders (1895–1944) |

## Data van plaatsingen
- 15 augustus 2024